# Anoectochilus geniculatus
Anoectochilus geniculatus är en orkidéart som beskrevs av Henry Nicholas Ridley. Anoectochilus geniculatus ingår i släktet Anoectochilus och familjen orkidéer. Inga underarter finns listade i Catalogue of Life.